# Отыния
Оты́ния (укр. Отинія) — посёлок в Коломыйском районе Ивано-Франковской области Украины. Административный центр Отынийской поселковой общины.

## История
В январе 1989 года численность населения составляла 5278 человек.
На 1 января 2013 года численность населения составляла 5490 человек.